# Digonogastra carapunae
Digonogastra carapunae är en stekelart som först beskrevs av Charles Thomas Brues 1912.  Digonogastra carapunae ingår i släktet Digonogastra och familjen bracksteklar. Inga underarter finns listade i Catalogue of Life.